# Timo Glock
Pour les articles homonymes, voir Glock (homonymie).
Timo Glock, né le 18 mars 1982 à Lindenfels, est un pilote automobile allemand. Il doit son prénom à Timo Salonen dont son père était un fervent admirateur.
Vainqueur des GP2 Series en 2007, et après une première expérience lors de la saison 2004 au cours de laquelle il dispute quatre Grands Prix avec l'écurie Jordan Grand Prix, il participe au championnat du monde de Formule 1 à partir de la saison 2008, d'abord avec l'écurie Toyota F1 Team puis, à la suite de son retrait fin 2009, signe avec la nouvelle écurie Virgin Racing devenue Marussia en 2012. Il quitte l'équipe fin 2012 et met fin à sa carrière en Formule 1. 
Depuis 2013, il participe au championnat DTM, et compte quatre victoires après cinq saisons.

## Biographie

### Les débuts en sport automobile
Après plusieurs années de karting, Timo Glock commence le sport automobile en 2000 et remporte le championnat junior de Formule BMW allemande. L'année suivante, il s'impose dans la catégorie principale de la Formule BMW allemande. En 2002, Glock termine troisième du championnat d'Allemagne de Formule 3. En 2003, toujours en Formule 3, il rejoint les rangs du nouveau championnat Formule 3 Euroseries et s'y met en évidence avec trois victoires et une cinquième place finale.

### 2004: promotion en Formule 1
En 2004, grâce au soutien de la Deutsche Post, Glock accède à la Formule 1 en devenant troisième pilote lors des essais du vendredi chez Jordan Grand Prix. Après un désaccord contractuel entre Jordan et son pilote Giorgio Pantano, Glock a l'occasion d'effectuer ses débuts en Grand Prix, au Grand Prix du Canada,. À l'issue d'une course solide et grâce à plusieurs disqualifications, il se classe septième et inscrit des points dès sa première course. Glock retrouve ensuite son rôle de pilote-essayeur avant d'être appelé en remplacement de Giorgio Pantano pour les trois dernières courses de la saison,, avec moins de réussite qu'au Canada ; il termine 19e du championnat, avec deux points.

### 2005: exil en Champ Car

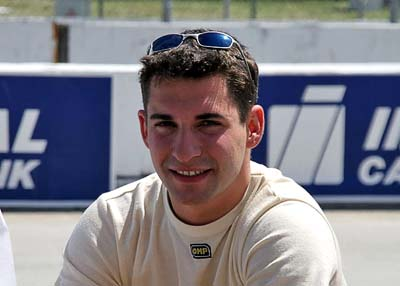
Timo Glock à l'occasion du Grand Prix de Long Beach 2005

En 2005, sans volant en Formule 1, Glock s'engage en Champ Car au sein de l'écurie Rocketsports Racing de Paul Gentillozi. Il progresse tout au long de la saison, impressionne favorablement les observateurs et termine le championnat à la huitième place, devenant le meilleur débutant de l'année (Rookie of the year). Il obtient son meilleur résultat sur le circuit de Montréal, où il a débuté en Formule 1, en se classant deuxième après avoir cédé sa première place à Oriol Servia, sur injonction des commissaires de piste, à quelques tours de l'arrivée (en résistant aux attaques de Servia, Glock avait à deux reprises court-circuité la dernière chicane),.

### 2006: retour en Europe en GP2

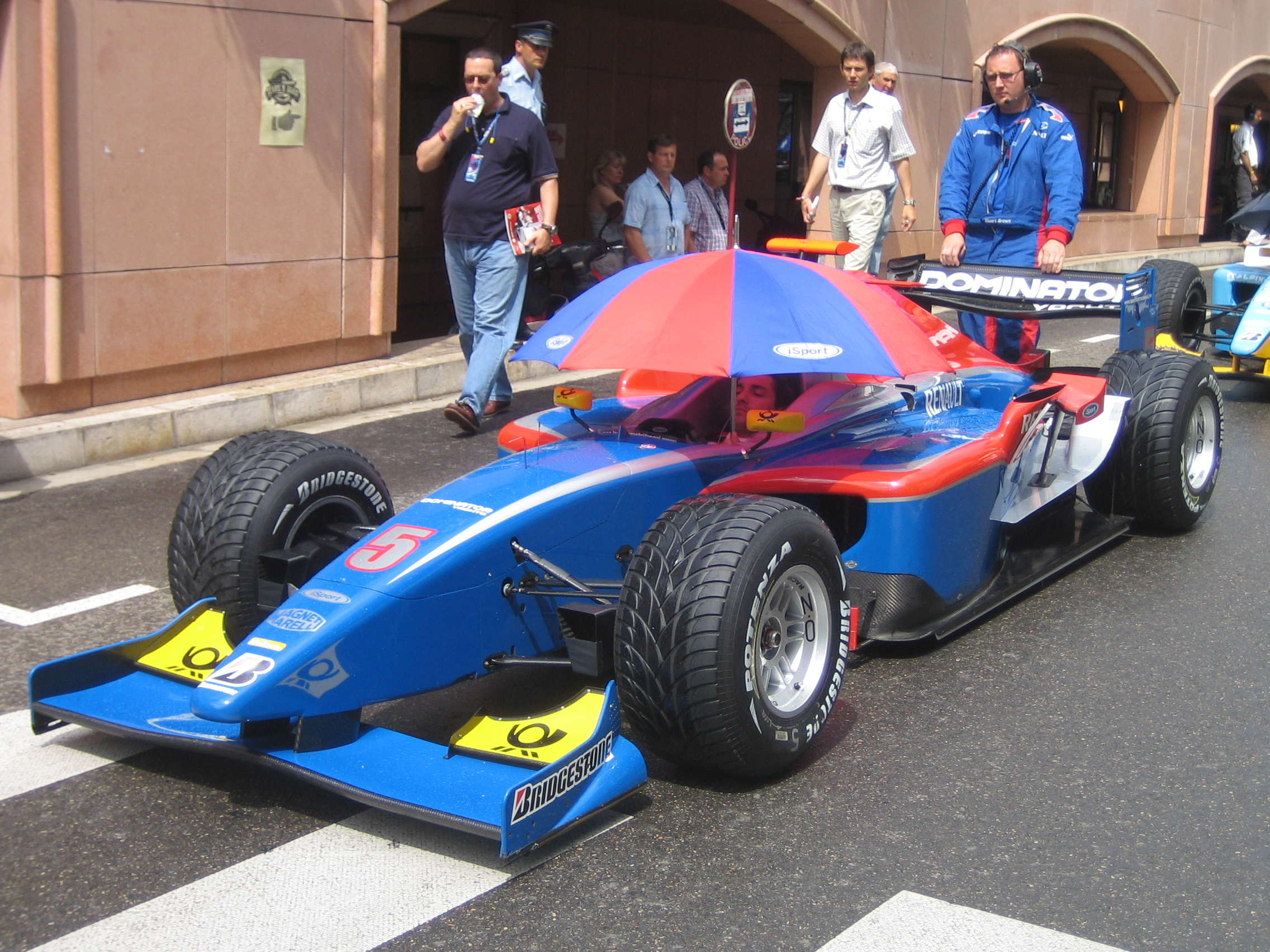
Timo Glock dans sa monoplace de GP2 à Monaco en 2007.

Comme son objectif est de retrouver le championnat du monde de Formule 1, Glock revient en Europe disputer le championnat de GP2 Series en 2006. Après un début de saison laborieux au sein de l'équipe BCN Competicion, il rejoint à la mi-saison l'écurie iSport International. Avec deux victoires, Glock s'affirme comme un des pilotes les plus performants du plateau. Toujours en GP2 en 2007, il réalise un excellent début de saison qui lui permet de prendre les commandes du championnat. Victime d'un passage à vide au cours de l'été, il voit revenir le Brésilien Lucas di Grassi mais remporte le titre à l'issue de la dernière manche de la saison, à Valence.

### 2008-2009: retour en Formule 1 avec Toyota

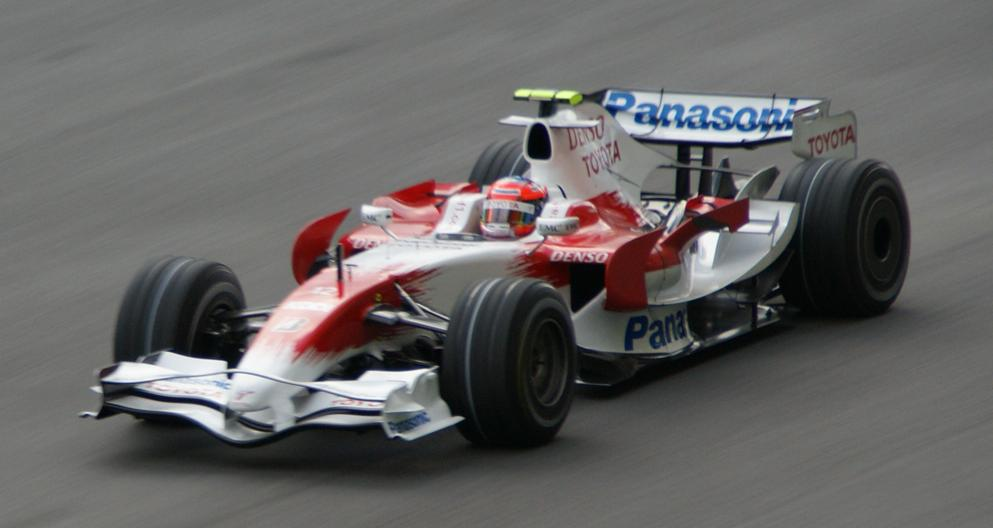
Timo Glock sur la TF108 au Grand Prix de Malaisie 2008

Parallèlement à cette saison victorieuse en GP2, Glock effectue son retour en Formule 1 en tant que pilote-essayeur de l'écurie BMW Sauber F1 Team. En fin d'année, fort de ses succès en GP2, il est titularisé par Toyota F1 Team où il remplace, à compter de la saison 2008, son compatriote Ralf Schumacher. Son début de saison est difficile, dominé par son équipier Jarno Trulli aussi bien en qualifications qu'en course. Après six épreuves, son équipier a marqué neuf points alors que Timo a encore un score vierge. Canada, où il a marqué ses premiers points quatre ans auparavant, il termine quatrième grâce à une stratégie à un seul arrêt et inscrit ainsi ses premiers points depuis quatre ans.
Après une effroyable sortie de piste en Australie, Timo Glock est victime d'un autre accident lors du Grand Prix d'Allemagne quand une rupture de suspension le fait partir en tête-en-queue sur un vibreur avant de s'écraser contre un mur, sa voiture s'immobilisant deux cents mètres plus loin. Il en sort avec l'aide des médecins du circuit et est conduit à l'hôpital. De retour lors du Grand Prix de Hongrie, deux semaines après, il se bat avec les meilleurs durant tout le weekend ; qualifié cinquième sur la grille, il termine deuxième du Grand Prix et monte sur son premier podium en Formule 1. Il réalise une autre belle performance à Singapour en terminant quatrième.
Lors du Grand Prix du Brésil, à São Paulo, décisif pour la course au titre entre Lewis Hamilton et Felipe Massa, et alors que la pluie fait son apparition, il reste en piste avec ses pneus secs alors que la majorité des pilotes chausse des pneus adaptés à la pluie. Quatrième à l'entame du dernier tour, il est dépassé dans le dernier virage par Sebastian Vettel puis par Lewis Hamilton qui récupère ainsi le point dont il a besoin pour être sacré. Il boucle sa première saison complète à la dixième place avec 25 points, non loin de son équipier, neuvième avec 31 points.

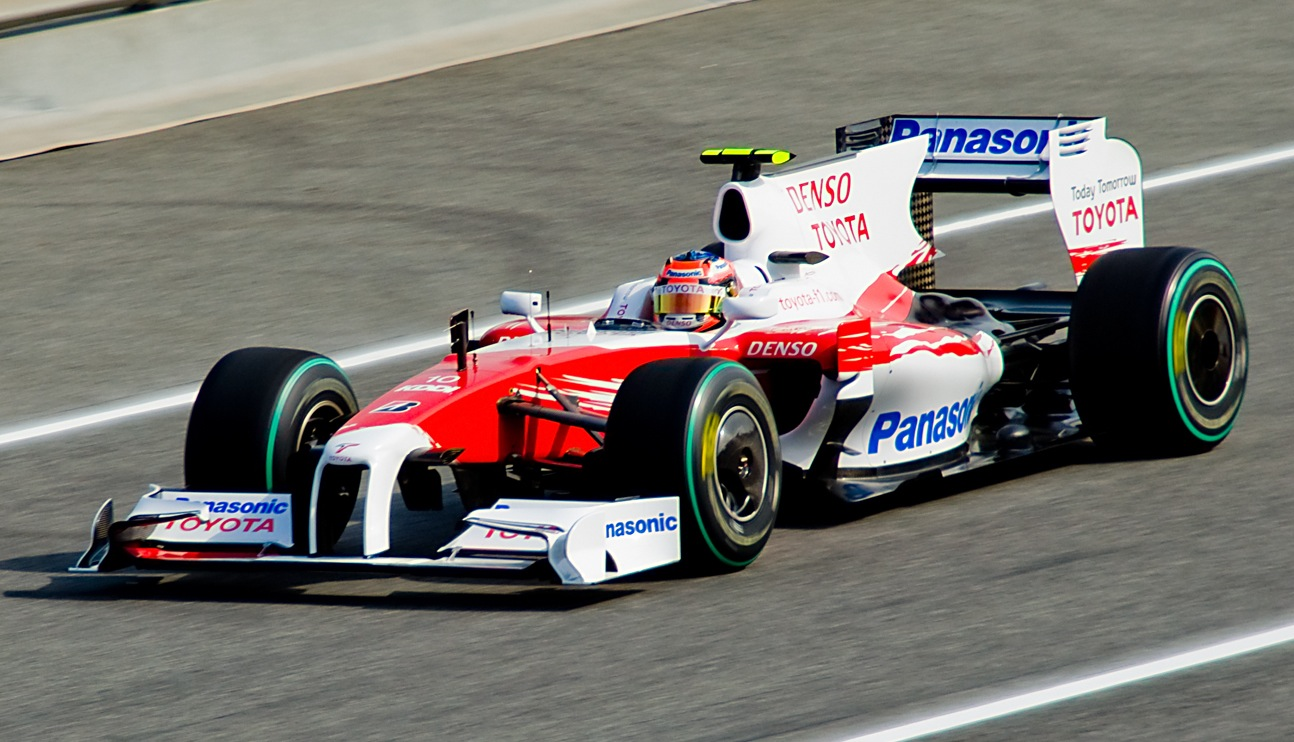
Timo Glock sur la TF109 au Grand Prix d'Espagne 2009

Pour 2009, Timo Glock est une nouvelle fois associé à Jarno Trulli au sein d'une écurie très performante en début de saison. Il prend la quatrième place dès le premier Grand Prix en Australie, après avoir été pénalisé, comme son coéquipier, pour un aileron non conforme en qualifications et être parti dix-neuvième,,. En Malaisie, il obtient le deuxième podium de sa carrière après être remonté de la quinzième à la troisième place. Au moment où la course est arrêtée en raison des conditions météo, il tourne à un rythme beaucoup plus rapide que ses adversaires avec ses pneus intermédiaires et semblait parti pour remporter la course. Après une septième place sous la pluie chinoise, il est deuxième sur la grille de départ du Grand Prix de Bahreïn 2009 derrière son coéquipier Jarno Trulli,, et, du fait de la chute de rythme de sa Toyota, finit septième après avoir mené les dix premiers tours.
Après ces quatre premiers Grands Prix, la TF109 se révèle défaillante et il ne marque que quatre points lors des neuf courses suivantes, en Turquie (huitième) et en Hongrie (sixième) avant la quatorzième manche du championnat du monde, à Singapour. Sixième sur la grille, il termine deuxième, derrière Lewis Hamilton, obtenant son second podium. Mais sa saison s'achève prématurément à cause d'une violente sortie de piste lors des qualifications du Grand Prix du Japon,. Convalescent, il remplacé par Kamui Kobayashi pour le GP du Japon puis pour les deux dernières courses de la saison, au Brésil et à Abu Dhabi,,,,. 
Glock termine dixième du championnat avec 24 points, à 8,5 points de Trulli, huitième. Cette saison lui permet, après le retrait de Toyota, de signer chez Virgin Racing qui débute en 2010,.

### 2010-2012: Formule 1 chez Virgin Racing

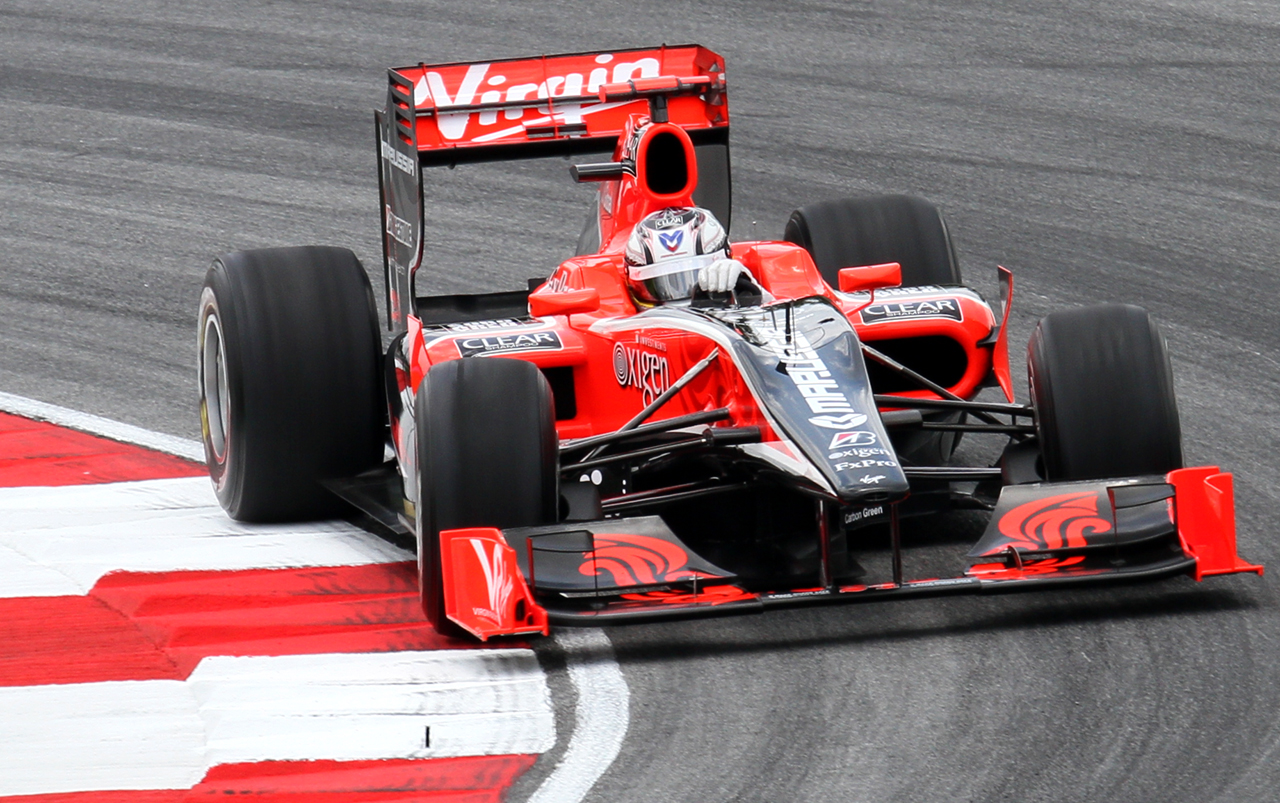
Timo Glock sur la Virgin VR-01 en Malaisie en 2010

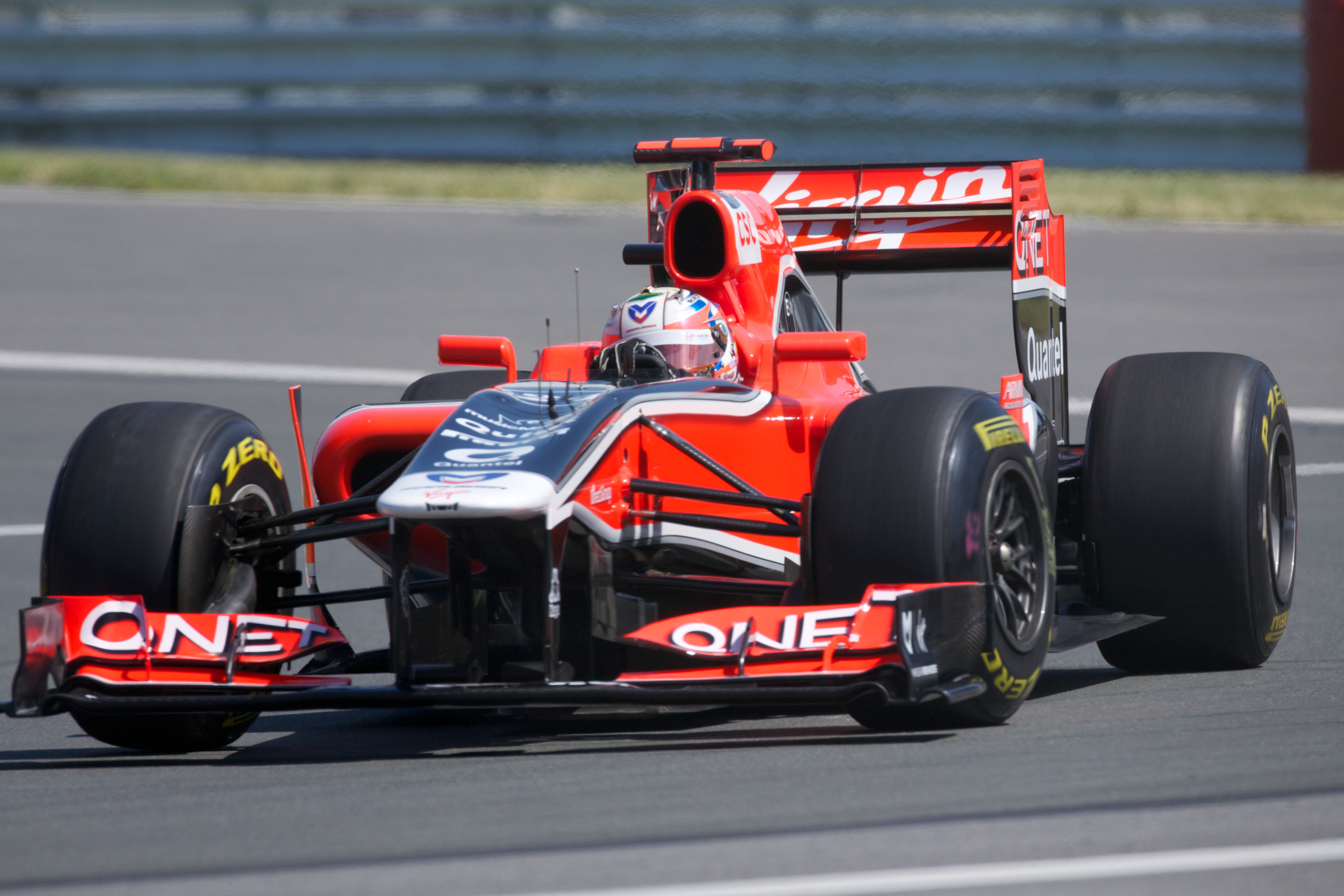
Timo Glock au Grand Prix du Canada 2011

Après le retrait de Toyota de la Formule 1 à l'issue de la saison 2009, Timo Glock signe avec la nouvelle écurie Virgin Racing. La voiture n'est ni compétitive ni fiable et son début de saison est un désastre. Il ne prend pas le départ du Grand Prix de Chine, son moteur ayant cassé. S'il domine son coéquipier, le débutant Lucas di Grassi, Glock ne rallie pas l'arrivée avant le Grand Prix d'Espagne, cinquième épreuve de la saison, qu'il termine à la dix-huitième place. Il abandonne à huit reprises dans la saison, ses premiers abandons depuis 2008. Timo Glock obtient son meilleur résultat de l'année au Japon, en terminant quatorzième. Son meilleur résultat en qualifications est une seizième place en Malaisie. Il se classe vingt-cinquième du championnat, sans avoir inscrit de point, sa première saison vierge.
En 2011, Timo a un nouveau coéquipier, le Belge Jérôme d'Ambrosio, venu du GP2. Une nouvelle fois, il n'inscrit aucun point mais abandonne moins souvent qu'en 2010 (quatre fois) et domine son coéquipier. Il connaît une nouvelle non-participation, en Turquie, à cause d'un problème de boîte de vitesses. Il termine la saison vingt-cinquième du championnat et n'a pas fait mieux que quinzième en course (au Canada et en Italie) et vingtième en qualifications (Espagne, Grande-Bretagne, Allemagne, Belgique et Abou Dabi).
En 2012, Timo Glock poursuit chez Virgin, rebaptisée Marussia F1 Team, au côté du jeune espoir français Charles Pic. La Marussia MR01 n'est pas plus performante que la Virgin MVR-02 et est menacée par la modeste équipe HRT. Glock se traîne en fond de grille et ne fait pas mieux que douzième à Singapour en course et dix-neuvième aux États-Unis en qualifications, tout en ne parvenant pas à faire mieux que jeu égal avec son coéquipier. Il termine vingtième du championnat avec, pour la troisième saison consécutive, un score vierge.
Le 21 janvier 2013, Marussia annonce son départ de la Formule 1 et Timo Glock quitte donc la Formule 1 au bout de 91 Grands Prix.

### Depuis 2013: DTM

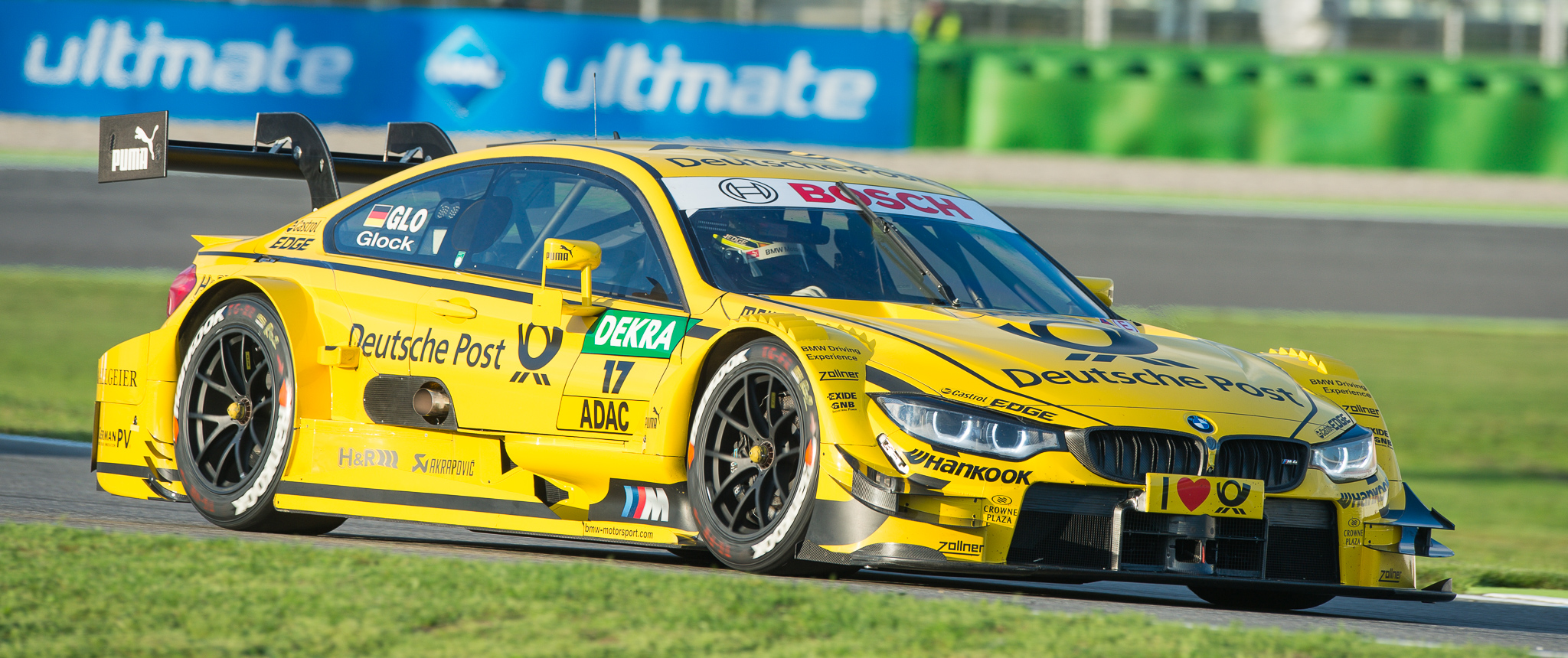
Timo Glock sur le Hockenheimring en 2014 en DTM.

Timo Glock fait ses débuts en Deutsche Tourenwagen Masters avec BMW en 2013. En dix courses, il entre à deux reprises dans les points ; la première lors de sa troisième course, sur le Red Bull Ring, où il monte sur le podium et lors de sa victoire dans la dernière course sur l'Hockenheimring. Il se classe neuvième du championnat avec 40 points. 
La saison 2014 est moins fructueuse pour l'Allemand qui réalise son meilleur résultat de l'année sur le Red Bull Ring où il termine troisième ; il termine seizième du championnat, avec 33 points. 
La saison 2015 le voit entrer à six reprises dans les points en dix-huit courses. Il remporte sa deuxième victoire en DTM, sur la Motorsport Arena Oschersleben et se classe quinzième du championnat, avec 56 points.

## Résultats en compétition automobile

### Parcours avant la Formule 1
- 2000 : Championnat d'Allemagne de Formule Junior BMW : champion.
- 2001 : Championnat d'Allemagne de Formule BMW : champion.
- 2002 : Championnat d'Allemagne de Formule 3 : 3e
- 2003 : Formule 3 Euroseries : 5e
- 2004 : Championnat du monde de Formule 1 : 19e.
- 2005 : Champ Car World Series : 8e et Rookie of the Year.
- 2006 : Championnat de GP2 Series : 4e.
- 2007 : Championnat de GP2 Series : champion.

### Résultats en GP2 Series
| Saison | Écurie                               | Courses disputées | Pole positions | Victoires | Points inscrits | Classement |
| ------ | ------------------------------------ | ----------------- | -------------- | --------- | --------------- | ---------- |
| 2006   | BCN Competicion iSport International | 20                | 0              | 2         | 58              | 4e         |
| 2007   | iSport International                 | 20                | 4              | 5         | 88              | Champion   |

### Résultats en championnat du monde de Formule 1
- 91 départs en Grand Prix.
- 51 points marqués.
- 3 podiums.
- 1 meilleur tour en course.
- 13 tours en tête.
- 17 abandons
- Meilleur résultat en championnat : 10e (2008 et 2009)
- Débuts en Formule 1 le 13 juin 2004 au Grand Prix du Canada 2004 (Résultat : 7e)

| Saison | Écurie                  | Châssis | Moteur      | Pneus       | GP disputés | Podiums | Meilleurs tours | Abandons | Points inscrits | Classement |
| ------ | ----------------------- | ------- | ----------- | ----------- | ----------- | ------- | --------------- | -------- | --------------- | ---------- |
| 2004   | Jordan Ford             | EJ14    | Ford V10    | Bridgestone | 4           | 0       | 0               | 0        | 2               | 19e        |
| 2008   | Panasonic Toyota Racing | TF108   | Toyota V8   | Bridgestone | 18          | 1       | 0               | 4        | 25              | 10e        |
| 2009   | Panasonic Toyota Racing | TF109   | Toyota V8   | Bridgestone | 14          | 2       | 1               | 0        | 24              | 10e        |
| 2010   | Virgin Racing           | VR-01   | Cosworth V8 | Bridgestone | 18          | 0       | 0               | 8        | 0               | 25e        |
| 2011   | Marussia Virgin Racing  | MVR-02  | Cosworth V8 | Pirelli     | 18          | 0       | 0               | 4        | 0               | 25e        |
| 2012   | Marussia F1 Team        | MR01    | Cosworth V8 | Pirelli     | 20          | 0       | 0               | 1        | 0               | 20e        |

| Année         | Écurie                  | Châssis       | Moteur                 | 1        | 2        | 3        | 4       | 5      | 6        | 7        | 8        | 9      | 10       | 11     | 12     | 13     | 14       | 15       | 16       | 17       | 18     | 19       | 20     | Classement | Points |
| ------------- | ----------------------- | ------------- | ---------------------- | -------- | -------- | -------- | ------- | ------ | -------- | -------- | -------- | ------ | -------- | ------ | ------ | ------ | -------- | -------- | -------- | -------- | ------ | -------- | ------ | ---------- | ------ |
| 2004          | Jordan Ford             | Jordan EJ14   | Ford RS2 3.0 V10       | AUS TD   | MAL TD   | BHR TD   | SMR TD  | ESP TD | MON TD   | EUR TD   | CAN 7    | USA TD | FRA TD   | GBR TD | GER TD | HUN TD | BEL TD   | ITA TD   | CHN 15   | JPN 15   | BRA 15 |          |        | 19e        | 2      |
| 2008          | Panasonic Toyota Racing | Toyota TF108  | Toyota RVX-08 2.4 V8   | AUS Abd. | MAL Abd. | BHR 9    | ESP 11  | TUR 13 | MON 12   | CAN 4    | FRA 11   | GBR 12 | GER Abd. | HUN 2  | EUR 7  | BEL 9  | ITA 11   | SIN 4    | JPN Abd. | CHN 7    | BRA 6  |          |        | 10e        | 25     |
| 2009          | Panasonic Toyota Racing | Toyota TF109  | Toyota RVX-09 2.4 V8   | AUS 4    | MAL 3    | CHN 7    | BHR 7   | ESP 10 | MON 10   | TUR 8    | GBR 9    | GER 9  | HUN 6    | EUR 14 | BEL 10 | ITA 11 | SIN 2    | JPN Np.  | BRA      | ABU      |        |          |        | 10e        | 24     |
| 2010          | Virgin Racing           | Virgin VR-01  | Cosworth CA2010 2.4 V8 | BHR Abd. | AUS Abd. | MAL Abd. | CHN Np. | ESP 18 | MON Abd. | TUR 18   | CAN Abd. | EUR 19 | GBR 18   | GER 18 | HUN 16 | BEL 18 | ITA 17   | SIN Abd. | JPN 14   | KOR Abd. | BRA 20 | ABU Abd. |        | 25e        | 0      |
| 2011          | Marussia Virgin Racing  | Virgin MVR-02 | Cosworth CA2011 2.4 V8 | AUS Abd. | MAL 16   | CHN 21   | TUR Np. | ESP 19 | MON Abd. | CAN 15   | EUR 21   | GBR 16 | GER 17   | HUN 17 | BEL 18 | ITA 15 | SIN Abd. | JPN 20   | KOR 18   | IND Abd. | ABU 19 | BRA Abd. |        | 25e        | 0      |
| 2012          | Marussia F1 Team        | Marussia MR01 | Cosworth CA2012 2.4 V8 | AUS 14   | MAL 17   | CHN 19   | BHR 19  | ESP 18 | MON 14   | CAN Abd. | EUR Np.  | GBR 18 | GER 22   | HUN 21 | BEL 15 | ITA 17 | SIN 12   | JPN 16   | KOR 18   | IND 20   | ABU 14 | USA 19   | BRA 16 | 20e        | 0      |
| Légende : ici |                         |               |                        |          |          |          |         |        |          |          |          |        |          |        |        |        |          |          |          |          |        |          |        |            |        |

### Résultats en Champ Car
| Année | Écurie       | 1     | 2      | 3     | 4      | 5      | 6     | 7      | 8     | 9      | 10    | 11    | 12    | 13    | Classement | Points |
| ----- | ------------ | ----- | ------ | ----- | ------ | ------ | ----- | ------ | ----- | ------ | ----- | ----- | ----- | ----- | ---------- | ------ |
| 2005  | Rocketsports | LBH 6 | MTY 11 | MIL 9 | POR 10 | CLE 10 | TOR 7 | EDM 13 | SJO 6 | DEN 13 | MTL 2 | LVG 8 | SRF 6 | MXC 5 | 8e         | 202    |

### Parcours après la Formule 1
- 2013 : Championnat DTM : 9e, une victoire
- 2014 : Championnat DTM : 16e
- 2015 : 
  - Championnat DTM : 15e, une victoire
  - Blancpain Endurance Series, 25e